# جون روجرز كوكي
جون روجرز كوكي (بالإنجليزية: John Rogers Cooke)‏ هو عسكري أمريكي، ولد في 9 يونيو 1833 في ماريلند في الولايات المتحدة، وتوفي في 10 أبريل 1891 في ريتشموند في الولايات المتحدة.